# Queiruga (Puerto del Son)
Queiruga (llamada oficialmente Santo Estevo de Queiruga) es una parroquia y un lugar español del municipio de Puerto del Son, en la provincia de La Coruña, Galicia.

## Entidades de población
Entidades de población que forman parte de la parroquia:
- Devesa (A Devesa)
- Goltar
- Gourís
- La Iglesia (A Igrexa)
- Queiruga
- Santa Lucía
- Tarela
- Tarrío
- Vilicosa (Bilicosa)
- Xestas

No aparecen en el INE, pero sí en el noménclator:
- A Ponte de Río Maior
- A Poza de Mando
- As Chamosas
- Nadelas
- O Campo
- O Dique

## Demografía

### Parroquia
| Gráfica de evolución demográfica de Queiruga (parroquia) entre 2000 y 2019 |
|                                                                            |
| Datos según el nomenclátor publicado por el INE.                           |

### Lugar
| Gráfica de evolución demográfica de Queiruga (lugar) entre 2000 y 2019 |
|                                                                        |
| Datos según el nomenclátor publicado por el INE.                       |